# Монбонно-Сен-Мартен
Монбонно-Сен-Мартен (фр. Montbonnot-Saint-Martin) — коммуна во Франции, находится в регионе Рона — Альпы. Департамент коммуны — Изер. Входит в состав кантона Мелан. Округ коммуны — Гренобль.
Код INSEE коммуны — 38249. Население коммуны на 2012 год составляло 4798 человек. Населённый пункт находится на высоте от 215 до 356 метров над уровнем моря. Муниципалитет расположен на расстоянии около 490 км юго-восточнее Парижа, 100 км юго-восточнее Лиона, 8 км северо-восточнее Гренобля. Мэр коммуны — M. Pierre Beguery, мандат действует на протяжении 2014—2020 гг.
В городе родился Мари-Жозеф Франсуа де Мирибель — французский генерал, начальник Генерального штаба.

## Население
Динамика населения (INSEE):